# Euphaedra cottoni
Euphaedra cottoni är en fjärilsart som beskrevs av Sharpe 1907. Euphaedra cottoni ingår i släktet Euphaedra och familjen praktfjärilar. Inga underarter finns listade i Catalogue of Life.